# Sairocarpus multiflorus
Sairocarpus multiflorus là một loài thực vật có hoa trong họ Mã đề. Loài này được (Pennell) D.A. Sutton miêu tả khoa học đầu tiên năm 1988.